# 受託訓練
受託訓練（じゅたくくんれん）とは、職業能力開発促進法第4条により厚生労働省から出された通達に基づいて行われる職業訓練の一種である。
国及び都道府県が中小企業事業主（中小企業基本法に基づく中小企業）に対する援助等の一環として、中小企業事業主が自らの雇用者に対して訓練が行いがたい場合、事業主と公共職業訓練の長の間で協定を結び、職業訓練を行うものである。
なお、協定を結ぶ際の主な要点としては
- 中小企業事業主は当該雇用者の訓練修了後も継続雇用すること。
- 当該雇用者の訓練中にあっては給与を支払い続けること。
- 当該雇用者に対して訓練を受けることを口実に訓練中に不利益を働かないこと。

などがある。
ただし、公共職業訓練において、在職者訓練に対する訓練以外の受託を行う場合は、公共職業訓練において欠員が生じると見込まれる場合においてのみ協定を結ぶことができる。